# فريدريك لويس ألين
فريدريك لويس ألين (بالإنجليزية: Frederick Lewis Allen) هو صحفي ومؤرخ أمريكي، ولد في 5 يوليو 1890 في بوسطن في الولايات المتحدة، وتوفي في 13 فبراير 1954 في نيويورك في الولايات المتحدة.

## وصلات خارجية
- فريدريك لويس ألين على موقع IMDb (الإنجليزية)
- فريدريك لويس ألين على موقع إن إن دي بي (الإنجليزية)
- فريدريك لويس ألين على موقع قاعدة بيانات الفيلم (الإنجليزية)